# Croton setiger
Croton setiger es una especie de planta de la familia Euphorbiaceae, nativa del occidente de los Estados Unidos y del noroeste de México. Se ha naturalizado en otros lugares lejanos, incluyendo algunas partes de Australia. Su nombre es escrito a veces como Croton setigerus. Anteriormente era conocida como Eremocarpus setigerus.

Su forma es achatada con hojas afelpadas hexagonales de color verde pálido. Posee flores pequeñas verdes cubiertas por suaves cerdas.

## Cultivo
Suele utilizarse como una planta ornamental, debido a que por su forma redondeada y pequeño tamaño puede caber fácilmente en una maceta.
Su follaje es tóxico para los animales, y preparados molidos de materia vegetal han sido utilizados por los nativos americanos para facilitar la captura de peces mediante su aturdimiento. El olor desprendido por sus hojas molidas es de carácter dulce aunque podría resultar molesto para algunas personas.
A pesar de la toxicidad de la planta para algunas especies, las semillas pueden ser consumidas por algunas aves, tales como los pavos salvajes y palomas. Debido a esto, en inglés, recibe los nombres de «turkey mullein» y «doves weed».